# Kaskasatjåkka
Kaskasatjåkka ou Gaskkasčohkka (em lapão) é uma montanha da província histórica da Lapónia. O seu ponto mais alto tem 2 076 metros. Esta montanha está localizada a norte da montanha de Kebnekaise.